# Colleen Dewhurst
Colleen Dewhurst est une actrice canadienne, née le 3 juin 1924 à Montréal (Canada), et morte le 22 août 1991 à South Salem (État de New York) à l'âge de 67 ans.

## Biographie
Elle fut mariée à l'acteur George C. Scott de 1960 à 1965, puis de 1967 à 1972, avec lequel elle a eu deux enfants, dont l'acteur Campbell Scott avec qui elle joue dans le film Le Choix d'aimer.

## Filmographie

### Cinéma
- 1959 : Au risque de se perdre de Fred Zinnemann : Archange Gabriel (Sanatorium)
- 1960 : Contre-espionnage d'André de Toth : Helen Benson
- 1960 : Studs Lonigan : Mary Lonigan
- 1966 : L'Homme à la tête fêlée de Irvin Kershner : Dr Vera Kropotkin
- 1971 : Les Complices de la dernière chance de Richard Fleischer et John Huston : Monique
- 1972 : Les Cowboys de Mark Rydell : Kate Collingwood
- 1974 : Un silencieux au bout du canon de John Sturges : Myra
- 1977 : Annie Hall de Woody Allen : Mme Hall
- 1978 : The Third Walker de Teri McLuhan : Kate Maclean
- 1978 : Château de rêves de Donald Wrye : Beulah Smith
- 1979 : Terreur sur la ligne de Fred Walton : Tracy
- 1980 : Final Assignment de Paul Almond : Dr. Valentine Ulanova
- 1980 : Un fils pour l'été de Bob Clark : Gladys Petrelli
- 1983 : Dead Zone de David Cronenberg : Henrietta Dodd
- 1986 : La Tête dans les nuages de Nick Castle : Mme Sherman
- 1989 : Termini Station (en) de Allan King : Molly Dushane
- 1990 : Woman in the Wind de Gerardo Puglia
- 1990 : L'Exorciste, la suite de William Peter Blatty : Satan (voix)
- 1991 : Le Choix d'aimer de Joel Schumacher : Estelle Whittier
- 1992 : Bed & Breakfast (en) de Robert Ellis Miller : Ruth

### Télévision

#### Téléfilms
- 1961 : The Foxes
- 1962 : Focus de Fielder Cook
- 1967 : The Crucible de Alex Segal : Elizabeth Proctor
- 1971 : The Price de George Schaefer : Mme Franz
- 1972 : The Hands of Cormac Joyce de Fielder Cook : Molly Joyce
- 1973 : Legend in Granite : Marie Lombardi
- 1974 : The Story of Jacob and Joseph de Ernest Kinoy : Rebekah
- 1975 : A Moon for the Misbegotten de José Quintero et Gordon Rigsby : Josie Hogan
- 1979 : Silent Victory: The Kitty O'Neil Story de Lou Antonio : Mme O'Neil
- 1979 : And Baby Makes Six de Waris Hussein : Anna Kramer
- 1979 : Mary and Joseph: A Story of Faith de Eric Till : Elizabeth
- 1980 : Death Penalty de Waris Hussein : Elaine Lipton
- 1980 : Escape de Robert Michael Lewis : Lily Levinson
- 1980 : Guyana Tragedy: The Story of Jim Jones de William A. Graham : Mme Myrtle Kennedy
- 1980 : Une femme libérée de Glenn Jordan : Val
- 1980 : A Perfect Match de Mel Damski : Meg Larson
- 1980 : Un bébé de plus de Waris Hussein : Anna Kramer
- 1981 : A Few Days in Weasel Creek de Dick Lowry : tante Cora
- 1982 : Between Two Brothers de Robert Michael Lewis
- 1983 : Alice au pays des merveilles de Kirk Browning : Reine rouge
- 1984 : You Can't Take It with You de Kirk Browning et Ellis Rabb : grande-duchesse Olga Katrina
- 1984 : The Glitter Dome de Stuart Margolin : Lorna Dillman
- 1986 : Sword of Gideon de Michael Anderson : Golda Meir
- 1986 : Johnny Bull de Claudia Weill : Marie Kovacs
- 1986 : Mal à l'âme de Jon Avnet : Barbara Petherton
- 1986 : As Is de Michael Lindsay-Hogg : Hospice Worker
- 1987 : Hitting Home (en) de Robin Spry : juge
- 1987 : Bigfoot de Danny Huston : Gladys Samco
- 1989 : Vivre sans elle de Waris Hussein : Margaret Page
- 1990 : Kaléidoscope de Jud Taylor : Margaret
- 1990 : Lantern Hill de Kevin Sullivan : Hepzibah

#### Séries télévisées et feuilletons
- 1959-1961 : Play of the Week, 3 épisodes Medea, Burning Bright, Man on a String : une femme, Mardeen Saul, Helen Benson
- 1982 : Les Bleus et les Gris : Maggie Geyser
- 1985 : A.D. : Anno Domini : Antonia la jeune
- 1990 : Les Contes d'Avonlea : Marilla Cuthbert
- 1985 : Anne... la maison aux pignons verts : Marilla Cuthber

#### Émissions
- 1974 : Parker Adderson, Philosopher : invitée
- 1974 : The Music School : invitée
- 1977 : Simple Gifts : invitée